# Saffron Burrowsová
Saffron Dominique Burrowsová (* 22. října 1972, Londýn) je anglická herečka a bývalá modelka, která ztvárnila roli vyšetřovatelky Sereny Stevensové v seriálu Zákon a pořádek: Zločinné úmysly a jako Lorraine Wellerová se představila v Kauzách z Bostonu.

## Osobní život
Narodila se v roce 1972 v Londýně do politicky aktivní rodiny; oba rodiče jsou socialisté. Otec je architekt a pedagog, matka Susie Borrowsová pracuje jako učitelka a řadí se ke stoupenkyním feminismu.
V patnácti letech ji objevil modelingový agent Beth Boldt a dívka vysoká 180 centimetrů zahájila kariéru modelky.

## Filmová kariéra
Ve filmu debutovala v roce 1993 snímkem Ve jménu otce. První významnou rolí se stala postava ambiciozní Irky v Šanci pro lásku (1995). Dále hrála ve filmech Hotel de Love (1996), v science fiction Wing Commander (1999), thrilleru Útok z hlubin a v experimentálním projektu Ztráta sexuální nevinnosti. Roku 1999 pak ve snímcích Miss Julie a Časový kód.
V roce 2004 ztvárnila Andromaché ve velkorozpočtovém filmu Troja a také se objevila v Dokonalé rase. V lednu 2005 se představila v roli Janey v rámci světové premiéry divadelní hry Earthly Paradise scény Almeidara, a 30. října téhož roku pak po boku Christophera Ecclestona na londýnské scéně Old Vic v představení rozloženého do celého dne s názvem Night Sky.
Státní návladní Lorraine Wellerovou si zahrála ve čtvrté sezóně (2007–2008) seriálu amerického kanálu ABC Kauzy z Bostonu. V seriálu My Own Worst Enemy produkovaném NBC účinkovala až do jeho zrušení.
V roce 2008 hrála v nezávislém snímku Kytara, jenž měl premiéru na Sundance Film Festival, a také byla obsazena do jedné z hlavních rolí v kriminálním filmu o bankovní loupeži Čistá práce.
Roku 2010 účinkovala jako detektiv Serena Stevensová v seriálu Zákon a pořádek: Zločinné úmysly, v němž nahradila Julianne Nicholsonovou. Její postava skončila po deváté řadě.
Na podzim 2010 pracovala jako modelka pro firmu Marks & Spencer v rámci její prezentace nové řady Portfolio.

## Soukromý život
Je blízkou přítelkyní politika Tonyho Benna. Stejně jako její rodiče se řadí mezi socialisty a vyjádřila obdiv k bývalé prezidentské kandidátce a francouzské socialistické političce Ségolène Royalové. V jedenácti letech se připojila k protirasistickému hnutí a později se stala viceprezidentkou Národního hnutí za občanská práva (National Civil Rights Movement).
V roce 1999 během rozhovoru pro časopis Film Unlimited prozradila, že měla lesbické partnerky. Řadu let udržovala partnerský vztah s filmovým režisérem Mikem Figgisem, objevila se v několika jeho snímcích včetně Miss Julie. Předtím žila dva roky s hercem Alanem Cummingem.
Po rozchodu s Figgisem navázala poměr s herečkou Fionou Shawovou, s níž hrála v divadelní hře The PowerBook na scéně národního divadla National Theatre,. Obě ztvárnily role milenek. 
V srpnu 2013 se po šestiletém vztahu provdala za scenáristku Alison Balianovou. Téhož roku se jim narodila syn a v roce 2017 přišla na svět dcera. Obě děti odnosila Burrowsová. V roce 2020 oznámily rozchod.
V roce 2006 ji periodikum The Independent uvedlo jako devadesátou nejvlivnější homosexuální osobu ve Spojeném království.

## Filmografie
| Film                   | Film                             | Film                      | Film                          |
| Rok                    | Film                             | Role                      | Poznámka                      |
| ---------------------- | -------------------------------- | ------------------------- | ----------------------------- |
| 1991                   | Body Beautiful                   | modelka                   | krátkometrážní                |
| 1993                   | Ve jménu otce                    | dívka ve městě            |                               |
| 1995                   | Šance pro lásku                  | Nan Mahon                 |                               |
| 1995                   | Welcome II the Terrordome        | Jodie                     |                               |
| 1996                   | Hotel de Love                    | Melissa Morrison          |                               |
| 1997                   | Rošáda lásky                     | Zoey                      |                               |
| 1997                   | Nevada                           | Quinn                     |                               |
| 1997                   | Láska na jednu noc               | supermodelka              |                               |
| 1997                   | Dohazovač                        | Moira Kennedy Kelly       |                               |
| 1999                   | Wing Commander                   | Lt. Cdr. 'Angel' Deveraux |                               |
| 1999                   | Ztráta sexuální nevinnosti       | anglické / italské dvojče |                               |
| 1999                   | Útok z hlubin                    | Dr. Susan McCallister     |                               |
| 1999                   | Miss Julie                       | Miss Julie                |                               |
| 2000                   | Assumptions                      |                           | krátkometrážní                |
| 2000                   | Časový kód                       | Emma                      |                               |
| 2000                   | Nejlepší gangster                | Karen                     |                               |
| 2001                   | Enigma                           | Claire                    |                               |
| 2001                   | Zkouška věrnosti                 | Lilly LeBlanc             | dabing: Jana Musilová         |
| 2001                   | Hotel                            | Duchess of Malfi          |                               |
| 2002                   | Frida                            | Grace                     |                               |
| 2002                   | Hideous Man                      |                           | krátkometrážní                |
| 2003                   | Galíndez File                    | Muriel Colber             |                               |
| 2003                   | Peter Pan                        | Story Narrator (hlas)     |                               |
| 2004                   | Krug                             | Grace Krug                | krátkometrážní                |
| 2004                   | Troja                            | Andromache                |                               |
| 2004                   | Terrible Kisses                  | žena                      | krátkometrážní                |
| 2006                   | Dokonalá rasa                    | Lilly                     |                               |
| 2006                   | Klimt                            | Lea de Castro             |                               |
| 2006                   | Strach Fay Grimové               | Juliet                    |                               |
| 2007                   | Přetržená nit                    | Jenny                     |                               |
| 2007                   | Volání o pomoc                   | Donna Remar               |                               |
| 2007                   | Dangerous Parking                | Claire                    |                               |
| 2008                   | Kytara                           | Melody Wilder             |                               |
| 2008                   | Čistá práce                      | Martine Love              |                               |
| 2009                   | Cvokař                           | Kate Amberson             |                               |
| 2010                   | Lawyers                          | Anne                      | krátkometrážní                |
| 2012                   | Malé byty                        | Francine                  |                               |
| 2023                   | Hlasy mrtvých                    | Catherine                 |                               |
| Televize a video filmy |                                  |                           |                               |
| Rok                    | Název                            | Role                      | Poznámka                      |
| 1992                   | Les cinq dernières minutes       | Daisy Smith               | díl: Meurtre en Ardèche       |
| 1993                   | Full Stretch                     |                           | díl: Family Affairs           |
| 1995                   | Big One                          | Jules                     | televizní film                |
| 1996                   | Karaoke                          | Sandra Sollars            |                               |
| 1996                   | Cold Lazarus                     | Sandra Sollars            |                               |
| 1996                   | Crucial Tales                    | Sarah Brown               | díl: I Bring You Frankincense |
| 2001                   | Sedmý proud                      | Mairead                   | TV film                       |
| 2002                   | Flashpoint                       | Dara                      | TV film                       |
| 2007                   | Slečna Marplová: Nultá hodina    | Audrey Strange            | TV film                       |
| 2007-2008              | Kauzy z Bostonu                  | Lorraine Weller           | 20 dílů                       |
| 2008                   | Wainy Days                       | Lucy                      | díl: Nan and Lucy             |
| 2008                   | My Own Worst Enemy               | Dr. Norah Skinner         | 9 dílů                        |
| 2009                   | The Eastmans                     | Dr. Anna Eastman          | TV film                       |
| 2009                   | Kings                            | Death                     | díl: The Sabbath Queen        |
| 2010                   | Zákon a pořádek: Zločinné úmysly | Det. Serena Stevens       | 15 dílů                       |
| 2011                   | Sběratelé kostí                  | Ike Latulippe             | díl: The Finder               |
| 2013–2014              | Agenti S.H.I.E.L.D.              | Victoria Hand             | 4 díly                        |
| 2019                   | Sherlock Holmes: Jak prosté      | Ruby Carville             | díl: Další dobrodružství      |
| 2019–2021              | Ty                               | Dottie Quinn              | vedlejší role                 |
| 2022                   | Westworld                        | Anastasia Whitney         | díl: Well Enough Alone        |

## Ocenění a nominace
Blockbuster Entertainment Award
- 2000: Nominace: nejlepší nová herečka - Útok z hlubin

Screen Actors Guild Awards
- 2008: Nominace: Outstanding Performance by an Ensemble in a Drama Series - Kauzy z Bostonul
- 2009: Nominace: Outstanding Performance by an Ensemble in a Drama Series - Kauzy z Bostonu